# 쿠두

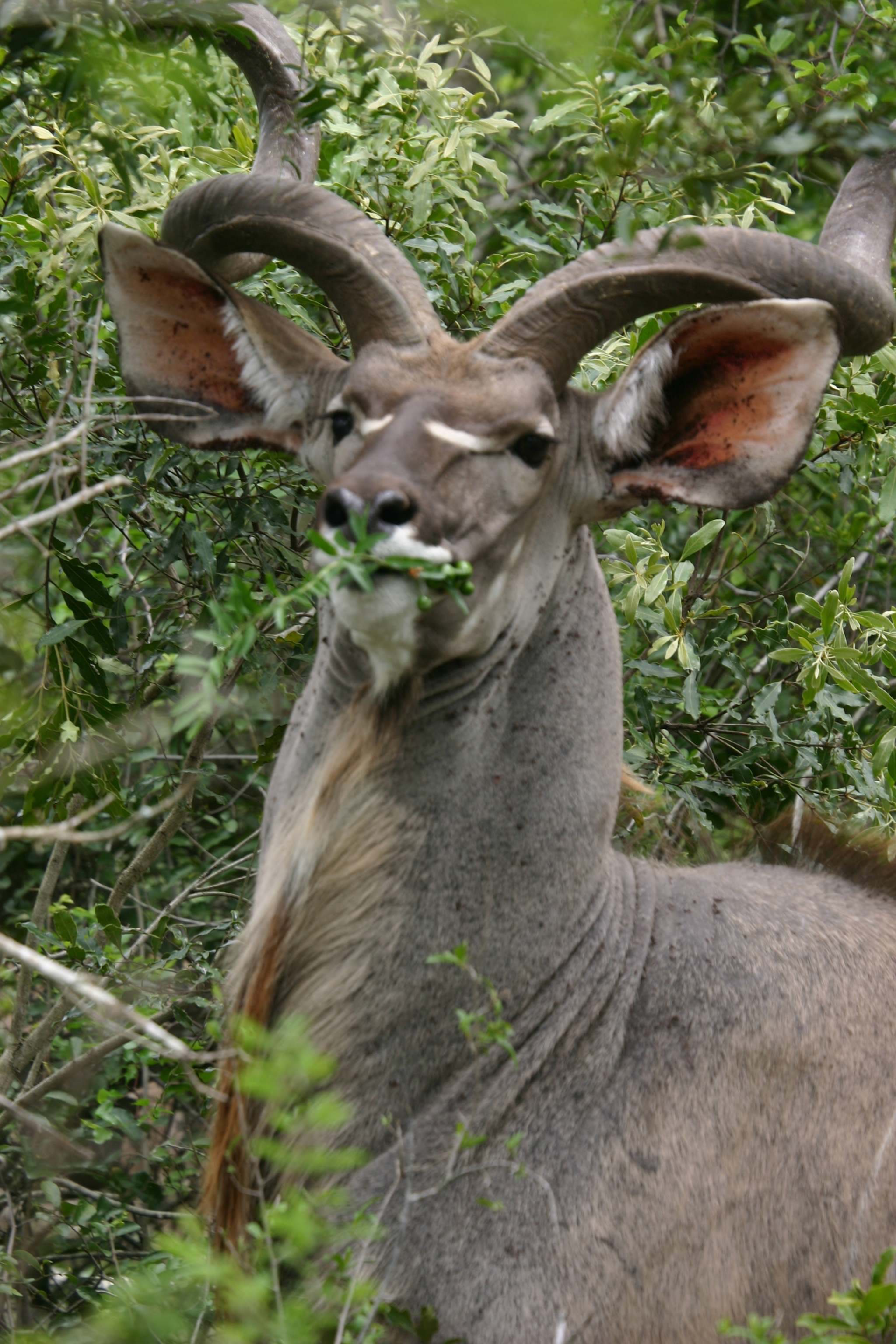
풀을 뜯는 수컷 큰쿠두

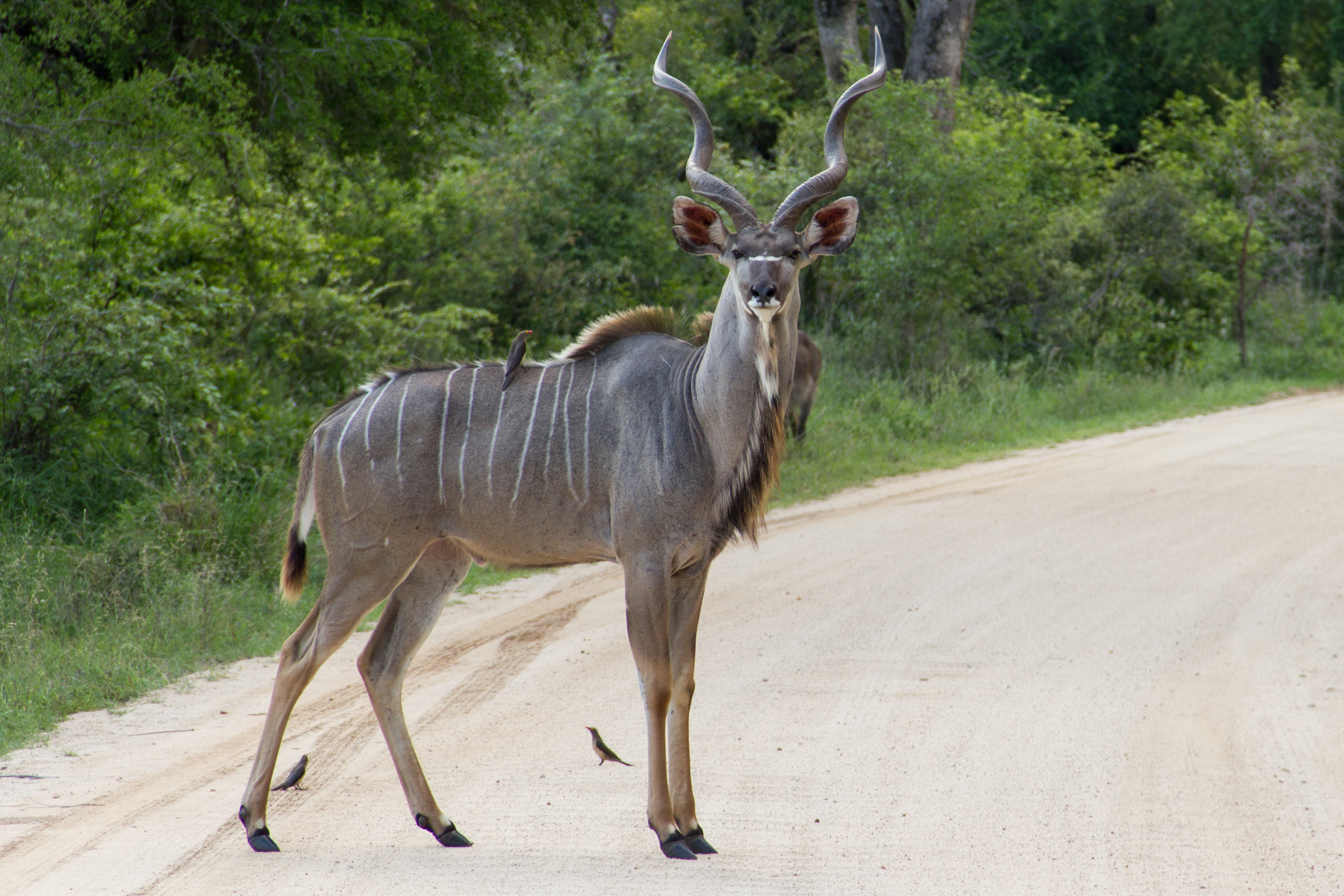
수컷 큰쿠두

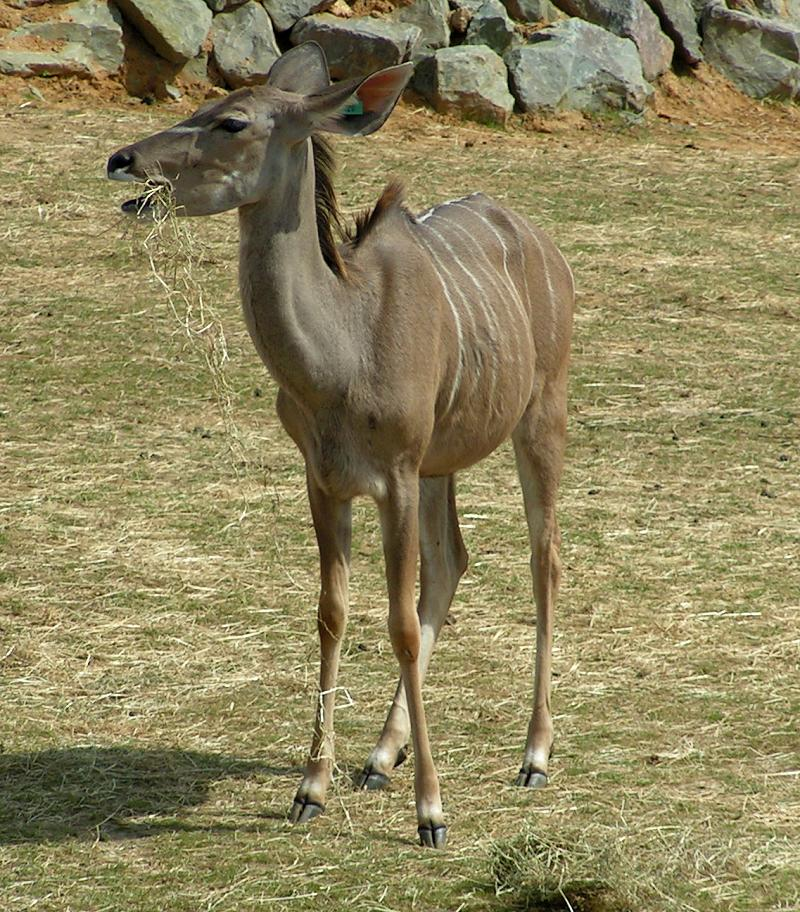
암컷 큰쿠두

쿠두(kudu)는 소과 트라겔라푸스속에 속하는 두 종의 영양을 가리킨다.
- 작은쿠두(Tragelaphus imberbis) - 아프리카 동부 지역에 분포.
- 큰쿠두(Tragelaphus strepsiceros) - 아프리카 동부 및 남부 지역에 분포.

## 용어
이 동물의 이름은 코사어 iqhude에서 비롯된 것으로 아프리칸스어 koedoe를 통해 18세기 영어에 도입되었다.

## 서식지
작은쿠두는 아카시아와 콤미포라 관목 지대 주변 사바나 지역에서 발견된다. 스스로를 보호하기 위해 울창한 숲을 좋아하고 이 때문에 앞이 트인 개활지에서는 거의 보이지 않는다. 갈색 털과 줄무늬 가죽이 관목 지대 환경이 위장술에 도움을 준다.

## 고기
쿠두 고기는 사슴고기와 비슷하며 사냥감 냄새가 살짝 나는 간과 같은 맛이 난다. 매우 건조하고 지방이 없는 살코기이기 때문에 건조하지 않게 하고 섭취가 어렵지 않도록 주의를 갖고 요리하여야 한다.

## 같이 보기
- 큰쿠두
- 작은쿠두